# Tyria ornata
Tyria ornata là một loài bướm đêm thuộc phân họ Arctiinae, họ Erebidae.